# مصطفی آلتیوکلار
مصطفی آلتیوکلار (انگلیسی: Mustafa Altıoklar؛ زادهٔ ۱ ژانویهٔ ۱۹۵۸) کارگردان فیلم، هنرپیشه، و فیلم‌نامه‌نویس اهل ترکیه است.
از فیلم‌ها یا برنامه‌های تلویزیونی که وی در آن نقش داشته‌است می‌توان به رقاص عربی اشاره کرد.